# Кошель, Пётр Агеевич
Пётр Аге́евич Ко́шель (20 апреля 1946, Слуцк, Минская область, Белорусская ССР, СССР) — советский, российский писатель, публицист и переводчик.

## Биография
Отец Петра Кошеля во время войны был партизаном, после войны работал дежурным по станции в Слуцке. В 1952 году семья уехала из Белоруссии на Сахалин. Жили в посёлке Смирных, на реке Поронай. Публиковаться начал в школьные годы в районной и областных газетах. Окончил один курс Южно-Сахалинского пединститута. В 18 лет переехал на материк, жил в Сибири, Молдавии, Прибалтике. Работал на автомобильном заводе, занимался рекламой, наставничал в деревенской школе на Могилёвщине.
С 1973 по 1978 год учился в Литературном институте им. А. М. Горького в семинаре поэта Евгения Винокурова. Как вспоминает критик Вячеслав Огрызко, литературовед Вадим Кожинов в это время утверждал в «Литературной газете», что в России есть шесть поэтов: Алексей Прасолов, Николай Рубцов, Владимир Соколов, Юрий Кузнецов, Олег Чухонцев и Пётр Кошель. Кошель был тогда автором известного стихотворения «Дверь отворяется, входит отец…». Близкий друг поэтов Анатолия Передреева и Юрия Кузнецова.
В 1978 году принят в Союз писателей СССР. В 1982—1995 годах — ведущий редактор издательства «Советский писатель», курировал переводную поэзию Украины, Белоруссии и Северного Кавказа. Составитель московского «Дня поэзии-1983» (гл. редактор Юрий Кузнецов).

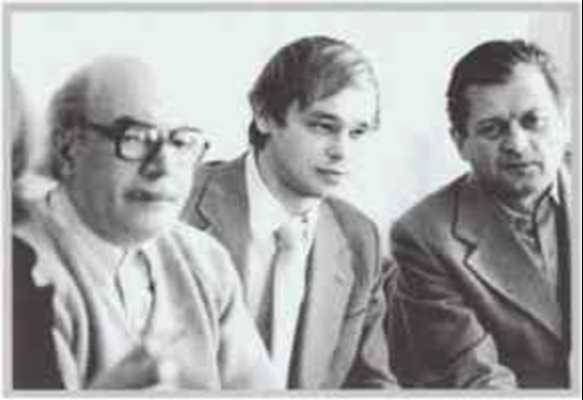
Давид Самойлов, Пётр Кошель, Владимир Соколов. 1975 год.

Стихи публиковались в журналах «Юность», «Новый мир», «Знамя», «Дружба народов», «Литературной газете», «Литературной России» и др. Автор многочисленных исторических очерков, переводов сербской, белорусской, дагестанской поэзии.

## Некоторые произведения

### Стихи
- Листва. Стихи. — Мн., Мастацкая літаратура, 1979 — 80 с. — 6000 экз.
- Городская звезда. Стихи. — М. : Мол. гвардия, 1981. — 31 с., (Молодые голоса) — 30000 экз.
- Река Жизнь. Стихи. — Мн., Мастацкая літаратура, 1987. — 141 с. — 5000 экз.
- Такой как есть. Стихи. — М. : Сов. писатель, 1987. — 141 с. — 15000 экз.

### Документальная литература
- История российского терроризма. — М.: Голос, 1995. — 369 с. (История русской жизни). — 10000 экз. — ISBN 5-7117-0111-8.
- История сыска в России: в 2 кн. — Мн.: Литература, 1996. — (Энциклопедия тайн и сенсаций). 20000 экз. — ISBN 985-437-142-5
- История российского сыска. — М.: Молодая гвардия, 2005. — 394 с. — ISBN 5-235-02770-1
- Возникший волею Петра: История Санкт-Петербурга с древних времен до середины XVIII в. — М.: Рубежи XXI, 2003. — 525 с. — (История городов мира) (Три века северной столицы России ; Т. 1). — 5000 экз. — ISBN 5-347-00001-5.
- Столица Российской империи: История Санкт-Петербурга второй половины XVIII века. — М.: Рубежи XXI, 2007. — 452, [2] с. : ил., цв. ил., факс. — (История городов мира) (Три века северной столицы России). — ISBN 5-347-00020-1.
- Блистательный Петербург: История Санкт-Петербурга первой половины XIX века. — М.: Рубежи XXI, 2008. — 685, [2] с. — (История городов мира). — ISBN 5-347-00006-6.
- Вся Россия: Сборник. — М., Моск. писатель; Новотроицк: НОСТА, 1993. — ISBN 5-87415-001-3 — 100000 экз.
- Моя пушкиниана. − М., Голос, 1999. − 459, [1] с. : ил. − ISBN 5-7117-0357-9

### Учебная литература
- Большая школьная энциклопедия: 6-11 кл. — М., ОЛМА-ПРЕСС, 1999. — 20000 экз. — ISBN 5-224-00041-6; Т. 1: История. Литература. — 591 с. : ISBN 5-224-00047-5; Т. 2: Русский язык. Математика. Физика. Химия. Биология. География. Английский язык. Православный словарь-справочник. — 718 с. :ISBN 5-224-00048-3.
- Великая Отечественная война. Энциклопедия для школьников. — М., ОЛМА-ПРЕСС, 2000. — 447 с. — 12000 экз. — ISBN 5-224-00904-9
- Искусство. Энциклопедический словарь школьника. — М., ОЛМА-ПРЕСС, 2000. — 446 с. — 15000 экз. — ISBN 5-224-00508-6
- Словарь-справочник: экономика, внешняя торговля, выставки. − М., Об-во сохранения лит. наследия, 2012. − 342 ISBN 978-5-902484-53-0

### Научно-популярная литература
- На заре человечества.— М., ОЛМА-ПРЕСС, 2000. — 351 с. — 3000 экз. —] ISBN 5-224-00716-X
- Биология: в стране вечных загадок.— М., ОЛМА-ПРЕСС, 2000. — 302 с. — 5000 экз. —] ISBN 5-224-00509-4
- Биология. Животный и растительный мир России. — М., ОЛМА-ПРЕСС, 2000. — 542 с. — 5000 экз. — ISBN 5-224-00762-3

### Переводная литература
- Через наше село летело помело: Из белорус. нар. поэзии : Для дошк. возраста / Пер. П. Кошеля; Худож. Т. Зеброва. — М. : Малыш, 1991. — 500000 экз. — ISBN 5-213-00072-X
- Тётка. Избранное. Пер. с белорус. П. Кошеля. — Мн., 1986. — 222 с. — Т 4803010200-045/М307(05)-87
- Волшебная криничка. Фольклор, стихи, рассказы. Пер. с белорус. Петра Кошеля. — Мн., 1997 — 7000 экз. — ISBN 5-7880-0533-7
- Час ветровея: Стихи и поэмы белорусских поэтов 1920—1930-х гг.: Для старшего школьного возраста / Сост. и пер. с белорус. П. Кошеля. Предисловие Нила Гилевича. — Минск., Юнацтва, 1987. — 125 с. — 8000 экз.
- В. Дунин-Марцинкевич. Избранное: Стихотворения, повести и рассказы. Драматические произведения /С белорус. и польск. — Мн., 1991—365 с. — ISBN 5-340-00557-7
- Осел на именинах: Белорусские басни: пер. с белорус. / Пер., сост. П. Кошель; Худож. М. Басалыга. — Минск: Юнацтва, 1989. — 237 с. : ил. — На рус. яз.